# والوز
والوز هي فرقة روك بديل أمريكية  مقرها في لوس أنجلوس وتتألف من ديلان مينييت وبريدن ليماسترز وكول بريستون. بدأت الفرقة في إصدار الأغاني بشكل مستقل في أبريل 2017 بدءًا من أغنية "Pleaser" التي وصلت إلى المرتبة الثانية على مخطط سبوتيفاي العالمي تصنيف 50 . في عام 2018 ، وقعوا عقداً مع شركة أتلانتيك ريكوردز.

## أعضاء الفرقة
- ديلان مينييت - غناء ، جيتار إيقاعي ، لوحات مفاتيح ، غيتار باس (2017–الان)
- بريدن لماسترس - غناء ، غيتار رئيسي ، غيتار باس (2017–الان)
- كول بريستون - الطبول ، والجيتار ، ولوحات المفاتيح ، والبيانو ، والغناء المساند (2017–الان)

## ديسكغرفي

### ألبومات
| عنوان       | تفاصيل                                                                                                | مراكز الرسم البياني الذروة |
| عنوان       | تفاصيل                                                                                                | نحن </br>                  |
| ----------- | --- | -------------------------- |
| لا شيء يحدث | - تاريخ الإصدار: 22 مارس 2019 - ضع الكلمة المناسبة: الأطلسي - التنسيقات: تنزيل رقمي ، CD ، كاسيت ، LP | 75                         |

### (ألبوم مصغر)
| عنوان                   | تفاصيل | مراكز الرسم البياني الذروة |
| عنوان                   | تفاصيل | نحن </br>                  |
| ----------------------- | --- | -------------------------- |
| Narwhals (مثل Narwhals) | - تاريخ الصدور: 10 أكتوبر 2014 - التسمية: مستقل - التنسيقات: الجري                                                          | -                          |
| <i id="mwwg">ربيع</i>   | - تاريخ الصدور: 6 أبريل 2018 (الولايات المتحدة) - ضع الكلمة المناسبة: الأطلسي - التنسيقات: تنزيل رقمي ، LP ، CD ، سجل فينيل | -                          |
| التحكم عن بعد           | - تاريخ الصدور: 23 أكتوبر 2020 - ضع الكلمة المناسبة: الأطلسي - التنسيقات: تنزيل رقمي ، دفق ، LP ، CD ، تسجيل فينيل          | 129                        |

## الجوائز و الترشيحات
| عام  | جائزة                  | الفئة          | ترشيح  | نتيجة | Ref.        |
| ---- | ---------------------- | -------------- | ------ | ----- | ----------- |
| 2020 | جائزة MTV Europe Music | أفضل قانون دفع | أنفسهم | رُشِّح   | [ 3 ] [ 4 ] |

## روابط خارجية
- الموقع الرسمي